# Frederich Cepeda
Frederich Cepeda (8 de abril de 1981, Sancti Spíritus) es un jugador de béisbol cubano que se desempeña en los jardines. Es además un bateador ambidiestro. Debutó con el equipo de Sancti Spíritus en la campaña 1997-1998. Es considerado como uno de los mejores peloteros cubanos.
Cepeda milita en el equipo de los Gallos de Sancti Spiritus de la Serie Nacional cubana y mantiene un contrato profesional con los Gigantes de Yomiuri de la Liga Central de Japón. Cepeda forma parte de la selección nacional de Cuba, con la cual participó en los Juegos Olímpicos de Atenas 2004, donde ganó medalla de oro, y en los Juegos Olímpicos de Pekín 2008, donde ganó medalla de plata, el primer Clásico Mundial de Béisbol, donde ganó medalla de plata, y en el segundo Clásico Mundial, en donde fue el mejor bateador del equipo de Cuba.

## 2013
En la fase preliminar de la LII Serie Nacional de Béisbol que finalizó enero de 2013 quedó como líder en bases por bolas recibidas con 46, y sus resultados en la misma contribuyeron a que su equipo se convirtiera en el primero en conquistar el primer boleto del grupo de los ocho que les garantiza su presencia en el segundo período de la pelota cubana y le valió además para integrar la preselección primero y después el equipo que representó a Cuba en el III Clásico Mundial de Béisbol, donde Cuba no pudo pasar a semifinales, pero él se incluyó entre los líderes de bateo, con 9 hits y 16 veces al bate en sólo 6 juegos, y en carreras anotadas con 7.
Fue seleccionado para participar en el Juego de las Estrellas de la LII Serie Nacional de Béisbol, que se efectuó el 24 de marzo de 2013 en el Estadio José Antonio Huelga en Sancti Spíritus, donde el equipo Occidentales al cual representó, derrotó al de Orientales. 

## Liga Central de Béisbol de Japón
En abril de 2014 la revista deportiva Nikkansports anunció que Cepeda jugaría en la Liga Central de béisbol de Japón con el equipo Yomiuri Giants tras un acuerdo entre ese equipo y la Federación Cubana de Béisbol.
El 12 de mayo de 2014 Cepeda era presentado como el nuevo miembro de los Gigantes de Tokio para lo que quedaba de temporada, mostrando en su chamarreta el número 23. El pelotero cubano fue presentado por el mánager de los Gigantes, el experimentado Tatsunori Hara.
Frederich Cepeda debutó el 15 de mayo de 2014 como cuarto bate en la derrota 11-4 de Yomiuri ante las Golondrinas de Yakult y se fue de 3-1 con una carrera empujada, un ponche y un boleto.
|             | Ofensiva |      |     |      |     |    |     |     |     |     |     |      |
|             | SN       | VB   | CA  | H    | 2B  | 3B | HR  | BR  | CI  | BB  | SO  | AVE  |
| De por vida | 11       | 3417 | 682 | 1107 | 201 | 36 | 157 | 612 | 873 | 516 | 393 | .320 |
| 48.º SN     |          | 180  | 33  | 54   | 11  | 1  | 7   | 0   | 33  | 45  | 27  | .300 |

## Actuación internacional
I Clásico 2006
| VB | C | H  | AVE  | 2B | 3B | HR | SLU  | CI | BB | SO |
| -- | - | -- | ---- | -- | -- | -- | ---- | -- | -- | -- |
| 26 | 5 | 10 | .385 | 3  | 0  | 2  | .731 | 8  | 8  | 7  |

Participación internacional: Olimpiadas: 2 Mundiales: 3 Copas Intercontinental: 2 J.D.Panamericanos: 2 J.D.Centroamericanos:  1 Clásicos:  3